# Терово
Терово — деревня в Вытегорском районе Вологодской области.
Входит в состав Андомского сельского поселения, с точки зрения административно-территориального деления — в Андомский сельсовет.
Расположена на правом берегу реки Андома. Расстояние по автодороге до районного центра Вытегры — 30,5 км, до центра муниципального образования села Андомский Погост — 1,5 км. Ближайшие населённые пункты — Андомский Погост, Князево, Маковская, Порог, Сергеево, Трошигино, Устеново.
По переписи 2002 года население — 13 человек.